# همین هم خوبه
| بررسی انتقادی | بررسی انتقادی |
| منبع          | رتبه‌بندی      |
| ------------- | ------------- |
| آل‌میوزیک      | [ ۱ ]         |

همین هم خوبه یا همین هم غنیمته (به فرانسوی: C'est déjà ça) آلبومی از هنرمند اهل فرانسه الن سوشون است که در سال ۱۹۹۳ میلادی منتشر شد.
این آلبوم موسیقی به موفقیت چشمگیری در فرانسه دست یافت و به مدت ۱۰۰ هفته در میان «۵۰ ترانه برتر فرانسه» باقی ماند و ۱ هفته در صدر جدول بود.
اشعار ترانه را خودِ الن سوشون نوشته بود و آهنگ‌ها را ژان-کلود پتی، لورن وُلزی و پسرش پیر سوشون ساختند.
این آلبوم گواهی‌نامه فروش موسیقی ضبط‌شده الماس را بدست آورد و بیش از ۱ میلیون نسخه از آن به فروش رفت و برندهٔ جوایز گوناگونی شد.

## جداول موسیقی
| جدول (۱۹۹۳/۹۵)               | بالاترین رتبه |
| ---------------------------- | ------------- |
| جدول آلبوم‌های بلژیک (والونی) | ۷             |
| جدول آلبوم‌های فرانسه         | ۱             |
| جدول (۲۰۰۱/۰۲) ۱             | بالاترین رتبه |
| جدول آلبوم‌های فرانسه         | ۳۷            |

۱ انتشار مجدد
| جدول پایان سال (۱۹۹۵)        | رتبه |
| ---------------------------- | ---- |
| جدول آلبوم‌های بلژیک (والونی) | ۱۳   |

## گواهینامه و فروش
| کشور   | گواهینامه | تاریخ        | فروش تائیدشده |
| ------ | --------- | ------------ | ------------- |
| بلژیک  | طلا       |              | ۲۵٬۰۰۰        |
| فرانسه | الماس     | ۲۹ مارس ۲۰۰۵ | ۱٬۰۰۰٬۰۰۰     |